# Den Oudsten
Den Oudsten Bussen B.V. var en nederländsk karossbyggare med fokus på bussar. Företaget grundades 1926 av vagntillverkaren Marinus den Oudsten och huvudkontoret var beläget i Woerden. Den Oudsten gick i konkurs 2002.
Den Oudsten var en av de största tillverkarna av busskarosser i Nederländerna från 1960-talet fram till sena 1990-talet. Man tillverkade främst karosser på chassin från DAF, Leyland, Volvo och Iveco.

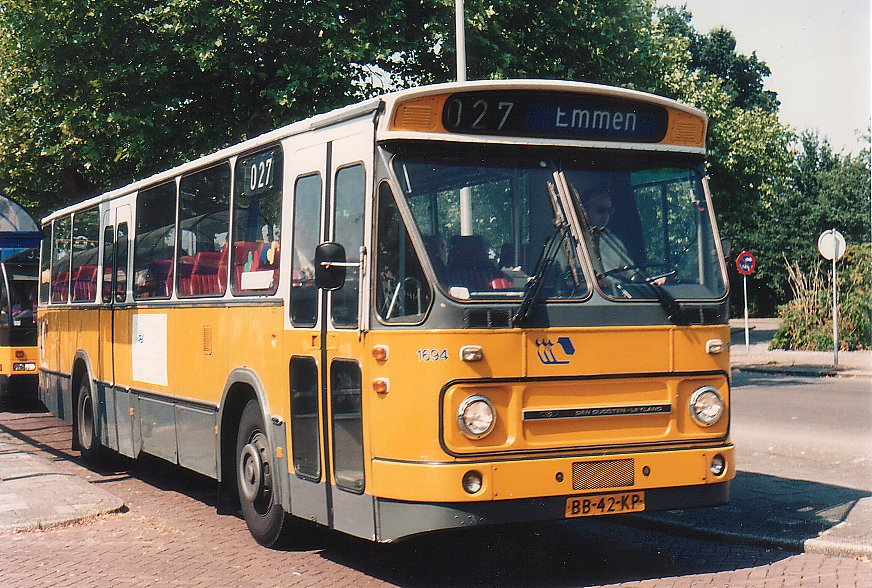
Leyland-Den Oudsten LOB
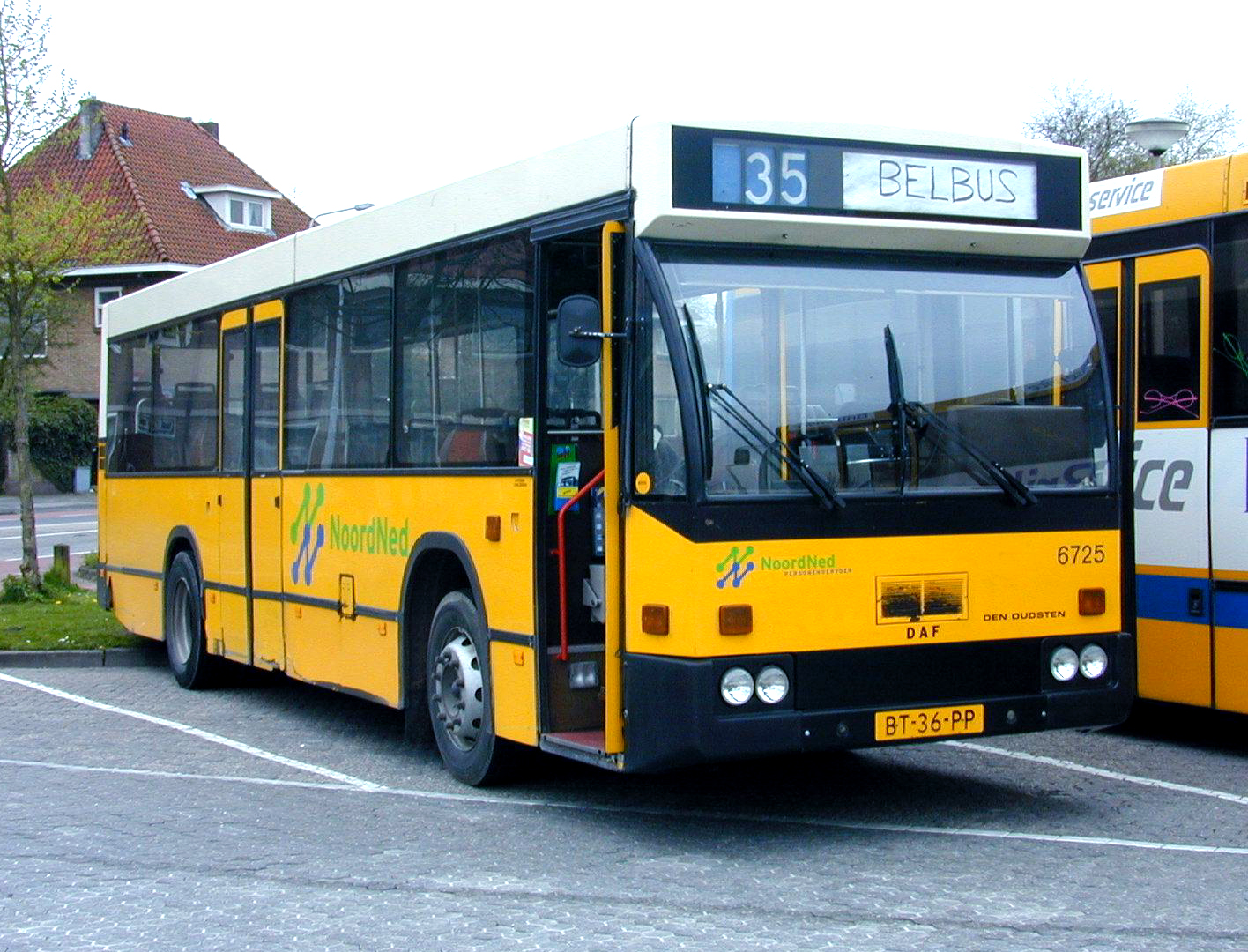
Den Oudsten B86
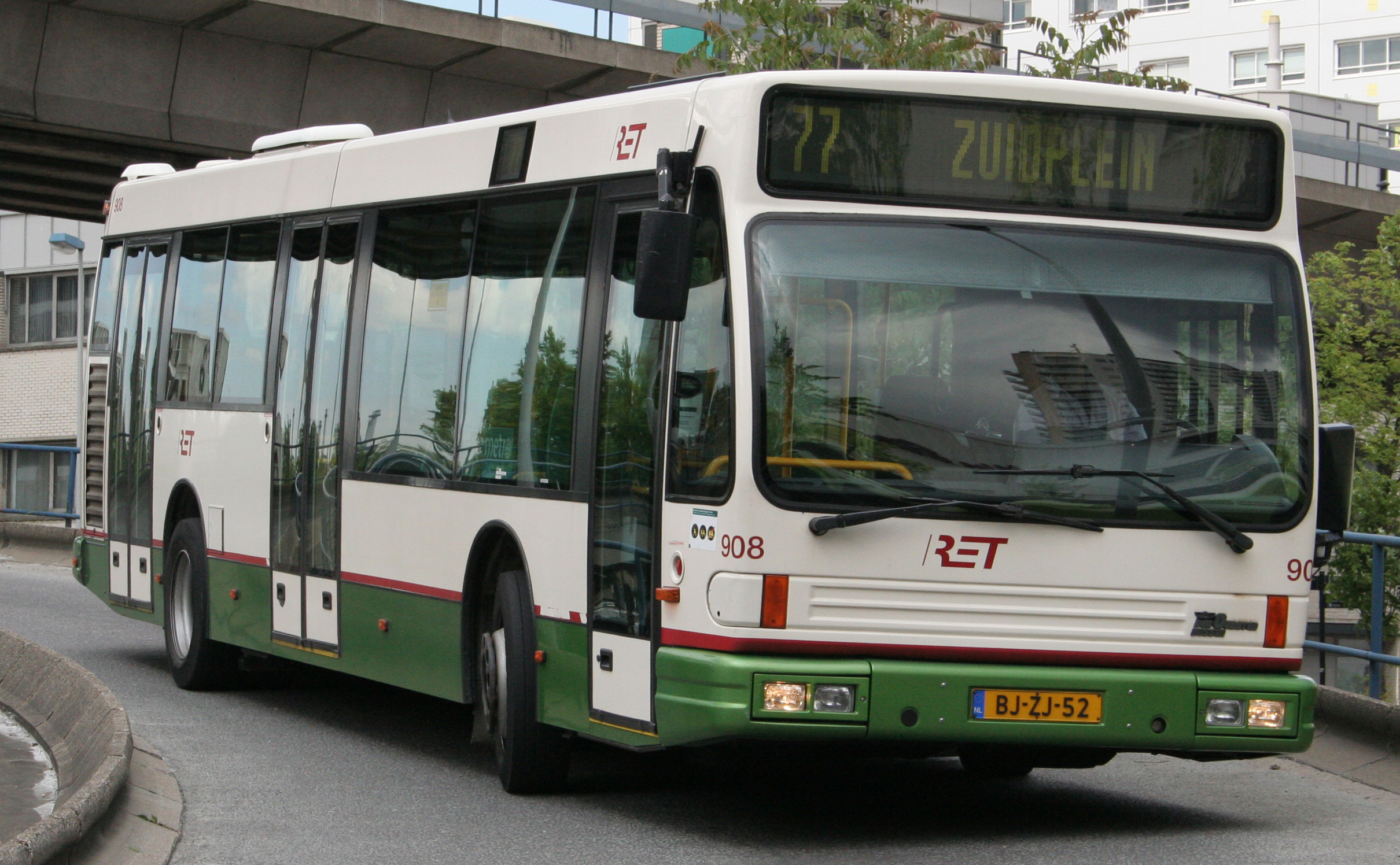
Den Oudsten B96
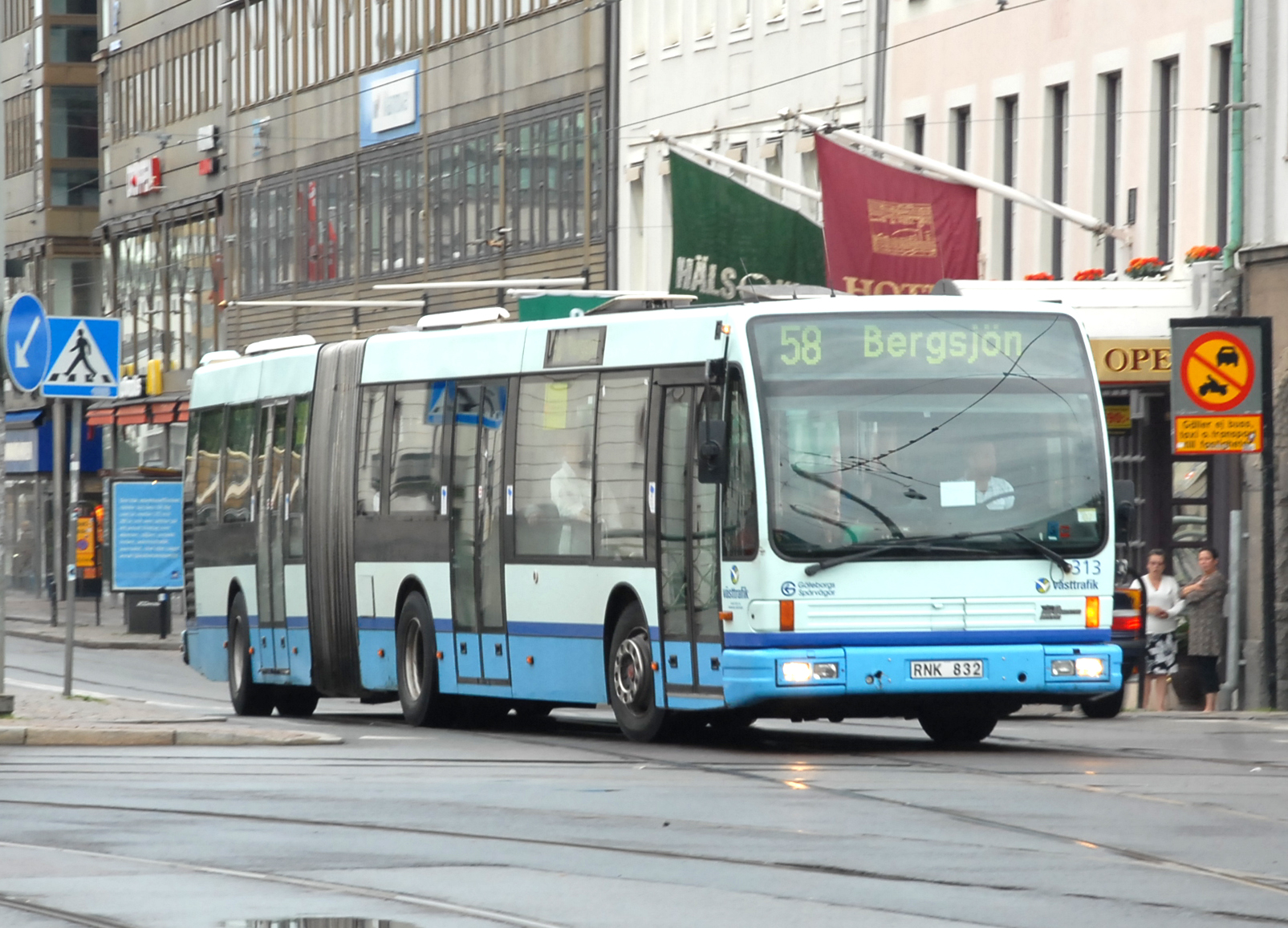
Den Oudsten B93 tillhörande Göteborgs Spårvägar